# Porsche 911 GT1

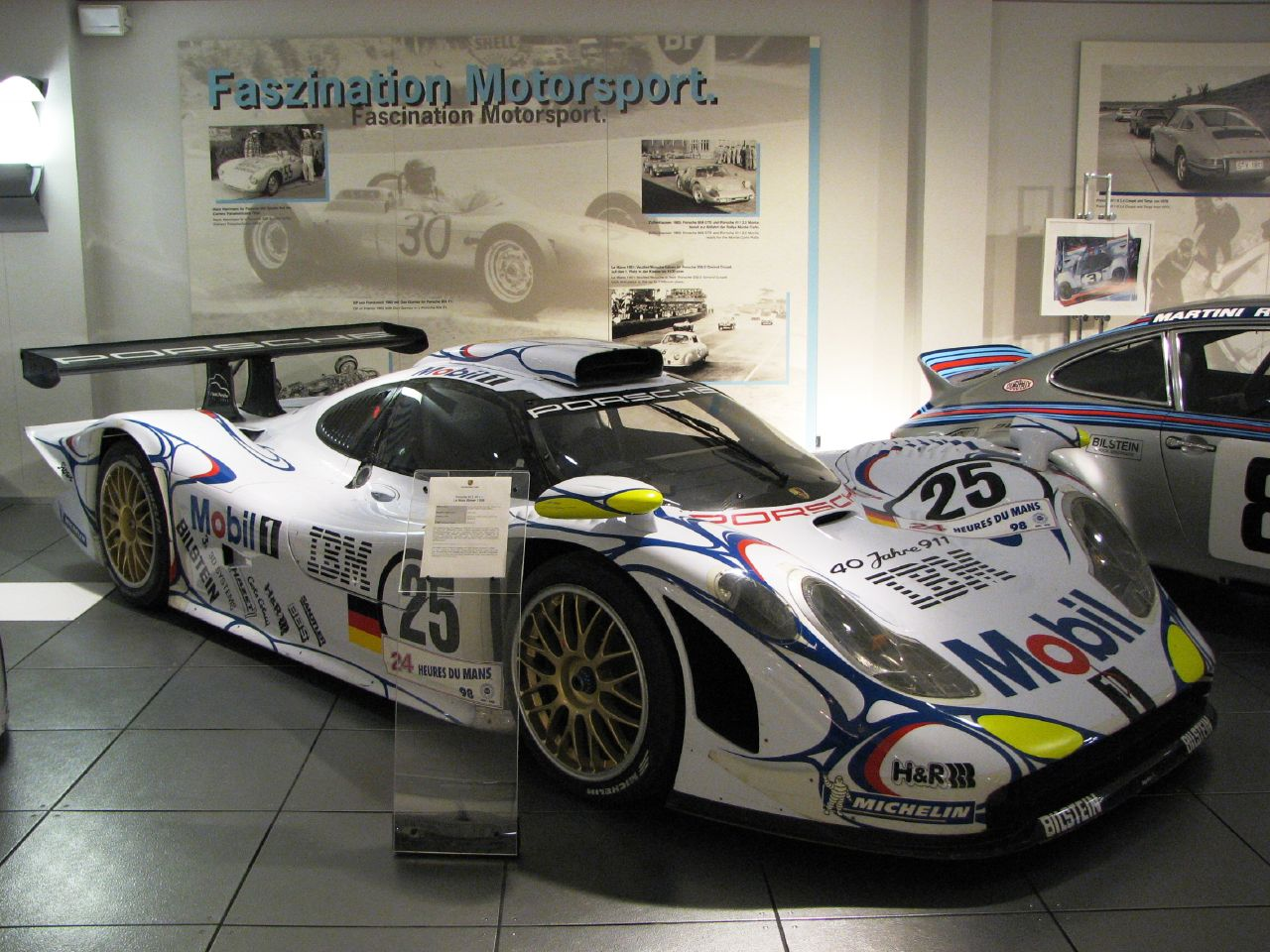
Bok wersji z 1998 roku

Porsche 911 GT1 – najbardziej radykalna odmiana modelu Porsche 911, produkowana w latach 1995-1999. Samochód był stworzony głównie do startów w wyścigach w kategorii GT1 (stąd nazwa), jako konkurent pojazdów m.in. McLaren F1 GTR czy Mercedes-Benz CLK GTR.

## Wersja 993
Pierwsza wersja Porsche 911 GT1 powstała w roku 1995 jako wariacja modelu Porsche 911 (993). W praktyce, jednak, z typowego 911 (993) pochodziły jedynie elementy przedniego zawieszenia - tył został natomiast przejęty z wyścigowego prototypu Porsche 962. Z owego modelu pochodził również silnik - 6-cylindrowy, chłodzony cieczą boxer o pojemności skokowej 3,2 l oraz mocy 600 KM - który w dodatku został umieszczony centralnie, a nie za tylną osią, jak w innych modelach 911. Debiut pojazdu w wyścigach miał miejsce podczas 24-godzinnego Le Mans w roku 1996 - gdzie dwa 911 GT1 wygrały kategorię GT1, w całej stawce ustępując tylko prototypowi Porsche WSC-95. Pojazd wystartował także w czterech ostatnich wyścigach sezonu 1996 BPR Global GT - trzy z nich kończąc na najwyższym stopniu podium.

## Wersja Evolution (996)
W związku ze zmianami w regulaminie FIA oraz powstaniem serii FIA GT, na rok 1997 Porsche przygotowało zmodernizowaną wersję 911 GT1 o nazwie Evolution (Evo). Samochód miał ten sam silnik, co pierwsza wersja modelu - jednak zmodernizowane zostało w nim podwozie oraz aerodynamika. Z zewnątrz widać to było przede wszystkim przez upodobnienie modelu do nowej wersji 911, 996 - przy czym wciąż miał on niewiele wspólnego z podstawowym modelem 911. W sezonie 1997, Porsche 911 GT1 Evo stanęło do walki między innymi z nowym Mercedesem CLK-GTR i zmodernizowanym, wydłużonym McLarenem F1 GTR - i tym razem nie był on już tak bardzo konkurencyjny, jak w sezonie 1996. W serii FIA GT Porsche nie wygrało ani jednego z 11 wyścigów - a w prestiżowym 24h Le Mans, z powodu usterek, nowa wersja nie dojechała do mety, przy piątym miejscu zdobytym przez prywatny zespół startujący w wersji z roku 1996.

## Wersja '98
Na rok 1998, Porsche postanowiło zbudować od nowa model 911 GT1, który tym razem mógłby konkurować z Mercedesem CLK-GTR Nowa wersja miała karbonowy monocoque zaprojektowany w CAD - a moc wciąż tego samego silnika 3.2 przekazywała nowa, sekwencyjna skrzynia biegów. Podobnie, jak 911 GT1 Evo, model 911 GT1 '98 wyróżniało także nowe nadwozie - tym razem jednak zmiany były dużo bardziej widoczne, gdyż samochód był o niemal 20 cm dłuższy oraz niższy od wersji 911 GT1 Evo. Nowy model wystartował w pełnym sezonie 1998 FIA GT, nie wygrywając żadnego wyścigu - inaczej było jednak w 24-godzinnym Le Mans, gdzie dwa 911 GT1 '98 zajęły dwa pierwsze miejsca w klasyfikacji generalnej. Wersja ta stała się sławna z jeszcze innego powodu - w amerykańskim, długodystansowym wyścigu Petit Le Mans, samochód wykonał spektakularny "wzlot", podobny do wypadków wyścigowych Mercedesów CLR z 24h Le Mans z roku 1999.

## Zakończenie
W roku 1999, FIA wprowadziła poważne zmiany w regulaminie technicznym pojazdów GT - wskutek których, Porsche 911 GT1 nie mogło już startować w wyścigach jako samochód GT, ale tylko jako prototyp wyścigowy LMP. Tu, model ten wyraźnie odstawał od konkurencji - przez co Porsche zdecydowało się zakończyć produkcję i nie wystawiać modelu do walki w wyścigach.

## Wersje drogowe (Straßenversion)
Regulamin FIA zakładał, że pojazdy startujące w wyścigach w kategorii GT musiały mieć swoje wersje dopuszczone do ruchu drogowego. W latach 1996–1998 Porsche stworzyło więc także trzy wersje modelu 911 GT1 Straßenversion – każda oparta na kolejnych wersjach wyścigowych. Wszystkie modele Straßenversion miały silnik o mocy zredukowanej do 544 KM - wersje GT1 i GT1 Evo posiadały również stalowe tarcze hamulcowe (w miejsce ceramicznych wykorzystywanych w wyścigach) oraz luksusowe, sportowe wnętrze. O wiele bliższy wersji wyścigowej był natomiast 911 GT1 '98 Straßenversion - ten posiadał spartańskie wnętrze, w którym elementem luksusu były praktycznie tylko obite skórą, dwa sportowe fotele.

## Dane Techniczne modeli 911 GT1
| Porsche:              | 911 GT1 (1996)                                                              | 911 GT1 Straßenversion (1996)                                               | 911 GT1 Evo (1997)                                                          | 911 GT1 Evo Straßenversion (1997)                                           | 911 GT1 '98 (1998)                                                             | 911 GT1 '98 (1998)                                                             |
| --------------------- | --------------------------------------------------------------------------- | --------------------------------------------------------------------------- | --------------------------------------------------------------------------- | --------------------------------------------------------------------------- | ------------------------------------------------------------------------------ | ------------------------------------------------------------------------------ |
| Silnik:               | Boxer 6-Cylindrowy-Boxer z Turbodoładowaniem (Czterosuwowy)                 | Boxer 6-Cylindrowy-Boxer z Turbodoładowaniem (Czterosuwowy)                 | Boxer 6-Cylindrowy-Boxer z Turbodoładowaniem (Czterosuwowy)                 | Boxer 6-Cylindrowy-Boxer z Turbodoładowaniem (Czterosuwowy)                 | Boxer 6-Cylindrowy-Boxer z Turbodoładowaniem (Czterosuwowy)                    | Boxer 6-Cylindrowy-Boxer z Turbodoładowaniem (Czterosuwowy)                    |
| Pojemność skok ³      | 3164 cm                                                                     | 3164 cm                                                                     | 3164 cm                                                                     | 3164 cm                                                                     | 3164 cm                                                                        | 3164 cm                                                                        |
| Skok x tłoka (mm)     | (74.4 × 95.5 mm)                                                            | (74.4 × 95.5 mm)                                                            | (74.4 × 95.5 mm)                                                            | (74.4 × 95.5 mm)                                                            | (74.4 × 95.5 mm)                                                               | (74.4 × 95.5 mm)                                                               |
| Moc                   | 440 kW (600 KM)                                                             | 404 kW (544 KM)                                                             | 440 kW (600 KM)                                                             | 404 kW (544 KM)                                                             | 406 kW (550 KM)                                                                | 404 kW (544 KM)                                                                |
| Przy obrotach (1/min) | 7200                                                                        | 7000                                                                        | 7200                                                                        | 7000                                                                        | 7200                                                                           | 7000                                                                           |
| Max. Moment obr. (Nm) | brak danych                                                                 | (600 Nm)                                                                    | brak danych                                                                 | (600 Nm)                                                                    | (630 Nm)                                                                       | (630 Nm)                                                                       |
| Sprężanie:            | brak danych                                                                 | 9,5:1                                                                       | brak danych                                                                 | 9,5:1                                                                       | brak danych                                                                    | 9,0:1                                                                          |
| Układ zaworów         | DOHC Podwójny łańcuch, 4 Zawory na Cylinder                                 | DOHC Podwójny łańcuch, 4 Zawory na Cylinder                                 | DOHC Podwójny łańcuch, 4 Zawory na Cylinder                                 | DOHC Podwójny łańcuch, 4 Zawory na Cylinder                                 | DOHC Podwójny łańcuch, 4 Zawory na Cylinder                                    | DOHC Podwójny łańcuch, 4 Zawory na Cylinder                                    |
| Chłodzenie            | Chłodzenie cieczą                                                           | Chłodzenie cieczą                                                           | Chłodzenie cieczą                                                           | Chłodzenie cieczą                                                           | Chłodzenie cieczą                                                              | Chłodzenie cieczą                                                              |
| Skrzynia biegów       | 6-Biegowa-Manualna, dyferencjał, silnik umieszczony centralnie, napęd tylny | 6-Biegowa-Manualna, dyferencjał, silnik umieszczony centralnie, napęd tylny | 6-Biegowa-Manualna, dyferencjał, silnik umieszczony centralnie, napęd tylny | 6-Biegowa-Manualna, dyferencjał, silnik umieszczony centralnie, napęd tylny | 6-Biegowa-Sekwencyjna, dyferencjał, silnik umieszczony centralnie, napęd tylny | 6-Biegowa-Sekwencyjna, dyferencjał, silnik umieszczony centralnie, napęd tylny |
| Hamulce               | Karbonowe tarcze hamulcowe                                                  | Stalowe tarcze hamulcowe z (ABS)                                            | Karbonowe tarcze hamulcowe                                                  | Stalowe tarcze hamulcowe z (ABS)                                            | Karbonowe tarcze hamulcowe                                                     | Karbonowe tarcze hamulcowe                                                     |
| Karoseria             | Lekka, samonośna (Karoseria z modelu 993)                                   | Lekka, samonośna (Karoseria z modelu 993)                                   | Lekka, samonośna (Karoseria z modelu 996)                                   | Lekka, samonośna (Karoseria z modelu 996)                                   | Lekka samonośna z włókna węglowego (Karoseria z modelu 996)                    | Lekka samonośna z włókna węglowego (Karoseria z modelu 996)                    |
| Prześwit przód/tył    | 1502 mm/1588 mm                                                             | 1502 mm/1588 mm                                                             | 1640 mm/1615 mm                                                             |                                                                             |                                                                                |                                                                                |
| Rozstaw osi           | 2500 mm                                                                     | 2500 mm                                                                     | 2500 mm                                                                     | 2500 mm                                                                     | 2500 mm                                                                        | 2500 mm                                                                        |
| Wymiary               | 4683 × 1960 × 1173 mm                                                       | 4710 × 1950 × 1170 mm                                                       | 4710 × 1950 × 1170 mm                                                       | 4710 × 1950 × 1170 mm                                                       | 4890 × 1990 × 1140 mm                                                          | 4890 × 1990 × 1140 mm                                                          |
| Masa własna           | ok. 1000 kg                                                                 | 1125 kg                                                                     | ok. 1000 kg                                                                 | 1200 kg                                                                     | ok. 950 kg                                                                     | 1120 kg                                                                        |
| 0–100 km/h            | brak danych                                                                 | 3,7 s                                                                       | brak danych                                                                 | 3,7 s                                                                       | brak danych                                                                    | 3,5 s                                                                          |
| Prędkość maksymalna   | brak danych                                                                 | 310 km/h                                                                    | brak danych                                                                 | 310 km/h                                                                    | brak danych                                                                    | 315 km/h                                                                       |